# Айрарат

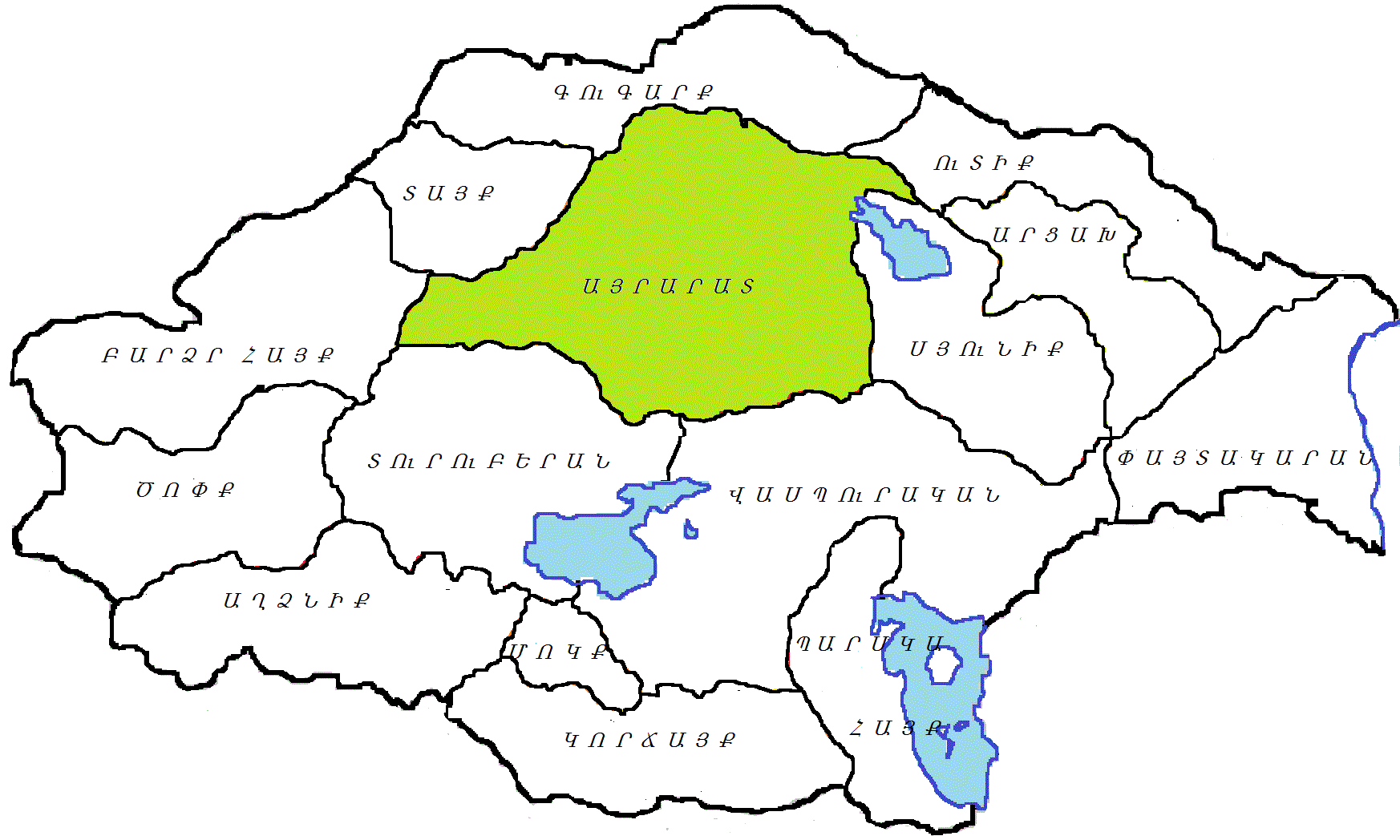
Розташування провінції Айрарат на карті Великої Вірменії

Айрарат (вірм. Այրարատ) — історичний регіон у центральній Вірменії, на великих рівнинах верхньої течії річки Аракс. Включала Араратську долину, місто Єреван та його області, а також території, що лежать нині на сході Туреччини. В Айрараті знаходиться місто Вагаршапат — духовний центр вірменського народу. В Айрараті були розташовані всі столиці стародавньої та середньовічної Вірменії, крім Тигранакерта: Армавір, Єрвандашат, Арташат, Вагаршапат, Двін, Баґаран, Шіракаван, Карс, Ані.

## Історична географія
Анонімна Вірменська географія VII століття описує Айрарат як велику провінцію з 22 областей:
На думку Г'юсен інформація відображає ситуацію тільки після візантійської реорганізації Вірменії внаслідок візантійсько-перського розділення країни 591 року. Основний домен вірменських царів складався, ймовірно, тільки з 14 областей:
1. Єрасхадзор[hy] (Араратська долина), інакше Великий Аршарунік — рівнина вздовж обох берегів верхнього течії Араксу; згодом розпався на чотири окремі князівства: Абегеанк, Габегеанк, Авнунік і малий Аршарунік;
2. Багреванд або Баграванд (грец. Bagravandēnē) — у долині верхньої течії річки Арацані, на сучасній рівнині Алашкерта[ru];
3. Цагкотн[hy] — розташований на північному підніжжі гір Цагке;
4. Коговіт (долина Ког) — область на захід від гори Арарат, центр — фортеця Даройнк або Даруніц берд, при Аршакідах у Коговіті зберігалася частина царської скарбниці;
5. Чакатк[hy] — у долинах річок Вардамарг і Агарак, правих приток Араксу, центр — місто Колб;
6. Араґацотн[hy] (підніжжя Араґацу) — рівнина вздовж лівого берега Араксу між Масяцотном і схилами гори Араґац;
7. Ніґ[ru] або Нігатун (грец. Nigē) — відповідає сучасному Апарану і його області, в долині річки Касах, на північ від Араґацотна;
8. Мазаз[hy] — верхня область річки Раздан, що тече від озера Севан у річку Аракс. Спочатку ця область, ймовірно, охоплювала Варажнунік, що згодом став окремою територіальною одиницею з однойменним князівським домом;
9. Котайк (гавар)[hy] (грец. Kotaia) — лівобережна долина нижньої течії річки Раздан. Тут знаходилася фортеця Єреван, нині столиця Вірменії;
10. Востан Хайоц[hy] (столиця, царський двір Вірменії) — міська територія Арташата, яка протягом більшої частини елліністичного і римського періодів була столицею Вірменського царства. Розташований у долині річки Азат, тут лежало й місто Двін, столиця Вірменії з V по IX століття, і була фортеця Ґарні, літня резиденція Аршакідських царів;
11. Урц[hy] або Урцадзор — долина річки Урцадзор, лівої притоки Араксу, на південний схід від Востан Хайоцу, територія навколо фортеці Сагерберд і містечка Урцадзор;
12. Арац[hy] або Арацо когм область Арац) — у передгір'ях Сюніка, на південний схід від Урцу, вздовж правого берега річки Арпанял;
13. Шарур[hy] або Шарур Дашт (Шарурська рівнина) — вздовж нижньої течії річки Арпанял з центром у містечку Мараван, поблизу сучасного Норашена;
14. Масяцотн[hy] (підніжжя Масісу) — велика область вздовж правого берега річки Аракс на північний схід від гори Арарат.

## Історичний нарис
Назва сходить до ассирійської Уруатрі, пізніше відомої як Урарту, і біблійного Арарату. Назва «Айрарат» невідома класичним авторам, які добре знайомі з Вірменією, ймовірно вона була тільки місцевою назвою для опису центральних земель Вірменії. Айрарат був царським доменом Аршакідів, можливо також їх попередників Єрвандідів і Арташесідів. Айрарат можна ототожнювати з рівниною Араксена — Araxenōn Pediōn Страбона (11.14.3), який у вірменській формі Єрасхадзор був одним з округів Айрарату.
Головною особливістю історії Айрарату є його поступове розділення між різними князівськими домами, пов'язаними з вірменськими царями. Вважається можливим, що виникнення тут князівства Багратидів відбувалося в період Арташесідів, або, якщо Арташести були відгалуженням Єрванідів, їх наступників Аршакідів. Нова династія, нездатна витіснити Багратідів, ймовірно, дала їм як частку землю Багреванда, яка до цього, ймовірно, була частиною Єрасхадзору. Через деякий час останні втратили цю область і перемістилися в Спер. Після прийняття Вірменією християнства як державної релігії близько 314 року, Багреванд перейшов до роду св. Григорія Просвітителя, а після смерті останнього спадкоємця чоловічої статі Саака 439 року, до його зятя з роду Маміконянів.
Так само за Трдата II Аршакуні у першій половині III століття область Ніґ було даровано роду Гнтуні, а Цахкотн деякий період належав дому Гнуні. Аналогічно, приблизно 555 року, частину царського домену, що раніше належала ймовірно до області Мазаз, було надано дому Варажнунік, від якого область отримала свою назву. До IV століття весь Єрасхадзор переходить у володіння дому Камсаракан, гілки Аршакідської династії, які, ймовірно, отримали цю територію як спадок від старшої лінії сім'ї. Крім цих трьох князівських домів були й інші, які володіли землями в царському домені, однак їхні землі не були територіальними одиницями, і, ймовірно, складалися з великих маєтків. Передбачається, що такі доми були, як правило, відгалуженнями царської династії.
Після повалення Аршакідської монархії 428 року Айрарат розпався на окремі князівства (один тільки Єрасхадзор розділився на чотири частини). На південному заході князі області Урц створили окреме князівство яке, імовірно, включало прилеглі землі Араксу і Шаруру. До VII сторіччя Коговіт перебував у володіннях Багратидів, які, ймовірно, також володіли Цагкотном, що до того часу, ймовірно, був частиною Багреванду. Східні землі колишнього царського домену (можливо крім Варажнуніка і Ніга, в кожному з яких був свій власний княжий дім), мабуть перебували під безпосередньою юрисдикцією марзпанів (сасанідських губернаторів) Вірменії після повалення вірменської монархії.

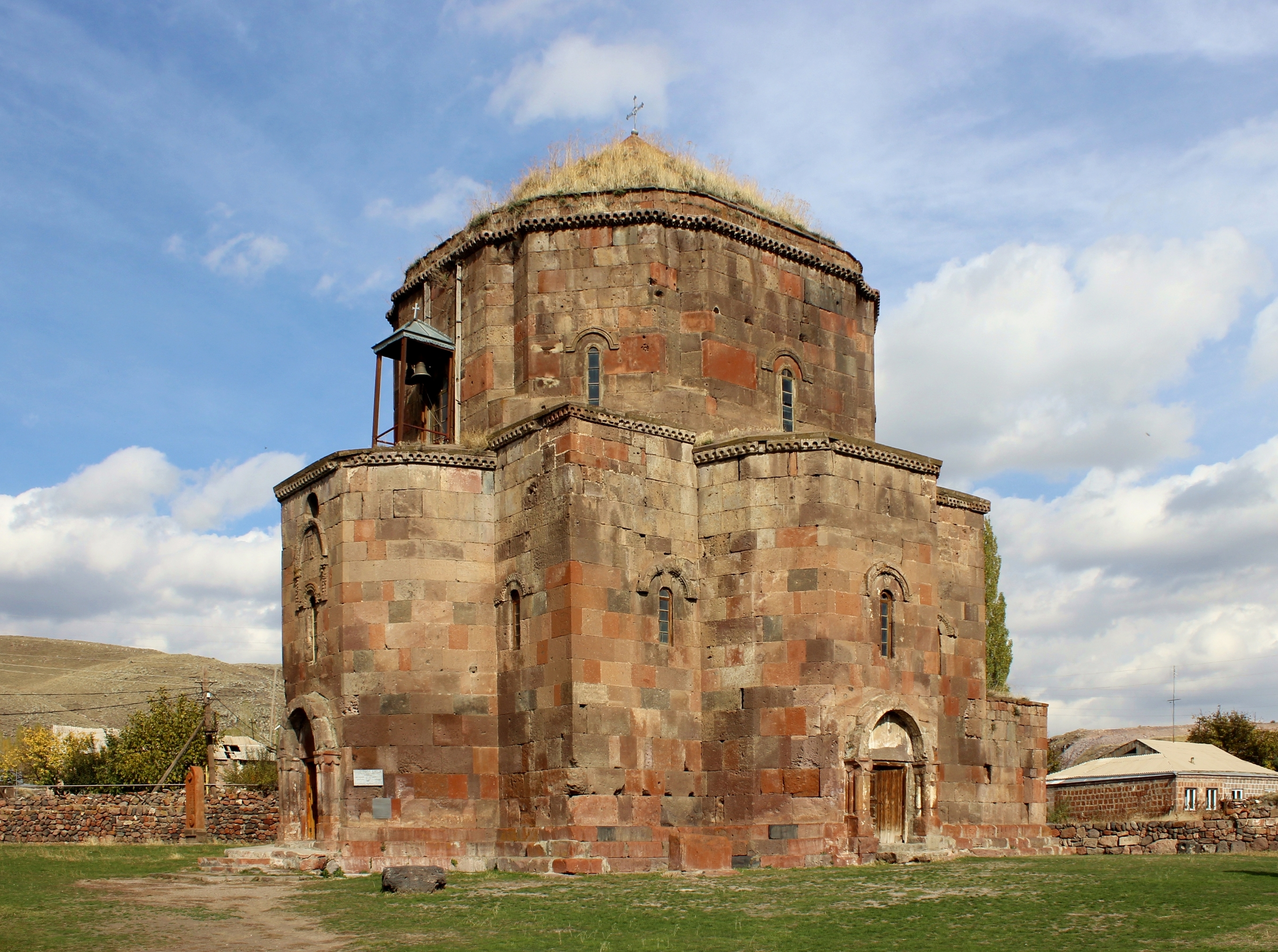
Церква Мастара в області Арагацотн Айрарату, V століття

Після візантійсько-перського розділення Вірменії 591 року імператор Маврикій організував зі своєї новонадбаної території на сході центральної Вірменії візантійську провінцію, яку, ймовірно, через її географічне положення відносно решти території Вірменії, було названо Нижньою Вірменією (Armenia Inferior). Ця провінція, як видається, включала чотири Камсараканські князівства, Багратидське князівство (Багреванд-Цагкотн-Коговіт), князівство Варажнунік (без Мазаза), князівство Ніґ, і більшість земель, що раніше перебували під юрисдикцією марзпана (Масяцотн, Арагацотн, Чакатк і Котайк), однак Мазаз, Востан Хайоц і князівство Урц (з Арацом і Шаруром) залишилися по той бік нового кордону — в Персвірменії. До одинадцяти областей у цей час було додано такі князівства: Басен (з Даройнком і Салкорою), Вананд з містом-фортецею Карс і містом Заришат, Ширак (з Ширакаваном, Ширакашатом — візантійським Маврикіополем, укріпленим містом Кумайрі а пізніше Ані), Ашоцк (з однойменним замком), і Верхній Ташир, який, як і Ашоцк, колись був частиною намісництва Гугарк, однак під час римо-перського розділення Вірменії 387 року перейшов під сюзеренітет Іберії.
На рубежі VII—VIII століть Степанос Сюнеци згадує про центральний (ostanik) або айраратський діалект вірменської мови.
Протягом майже 250-річного арабського панування у Вірменії (VII—IX століття) Багратиди поступово займали провідну позицію серед вижилих вірменських князів і близько 885 року зуміли створити нову монархію в центральній Вірменії, яка включала всю Нижню Вірменію і більшу частину східної Вірменії. Царський домен нового монарха Ашота I простягався на схід по центральній провінції Айрарат і сягав озера Севан. Спочатку центром царства був Баґаран, потім столицю було перенесено в Карс, а пізніше, 961 року, в Ані — всі в Айрараті. 963 року Багратидське царство виникло у Вананді зі столицею в місті Карс, а 982 року — в Таширі з центром у Лорі. Збережена територія царства Багратидів була приєднана до Візантії 1045 року, а потім завойована тюрками-сельджуками в 1064—1071 роки. Після цього термін «Айрарат» поступово виходить з ужитку. В «Географії» Вардана Великого в XIII столітті термін вживається тільки стосовно регіону Кагзвана (Єрасхадзор і Аршарунік), Басана, Габегянка, Абегянка і Апахуніка, і не включає жодної з інших земель колишнього царського домену. В кінці XII—на початку XIII століть територія Айрарату перебувала під грузинським пануванням, потім була завойована монголами (близько 1240 року), а після, в XIV—XV століттях, перейшла під владу туркоманів. Внаслідок руйнівних навал на Вірменію десятки тисяч вірмен було відвезено в рабство, а область Айрарат було спустошено. Історик XV століття Товма Мецопеці пише:
|  | [Тимур], покинувши ті місця, прийшов у країну Айраратську, в Карбі і на землю Котайку. Він обложив фортецю Бжні, оволодів нею і вбив єпископа області тер Ванакана, чоловіка мудрого і вченого, милосердного і милостивого до всіх бідняків. І всіх інших вірян, катуючи, мучили голодом, мечем, полоном, нестерпними тортурами. І через їх жорстокості в найвелелюднішій області Вірменії [більше] не було чутно людських голосів. Багато взяли мучеництво і сподобилися вінця, але про це відомо лише організатору урочистостей Христу, Богу нашому, який увінчає їх у день відплати сонму праведників. Амінь. Вони захопили здобич і полонили безліч людей, і ніхто не в змозі описати біди і нещастя нашого народу. |

Після цього колишню територію Айрарату було розділено між Османською Туреччиною і Сефевідським Іраном 1512 року, потім ще раз 1639 року. 1827 року Перська Вірменія була приєднана до Росії, після, в 1829-му і 1878-му, інші частини Айрарату, які перебували в Туреччині, також були приєднані до Російської імперії. 1921 року завойовані 1878 року території повернули Туреччині, а турецько-радянська межа, що розділяє Айрарат, переважно збігалася з лінією 1639 року.

## Архітектурні пам'ятки

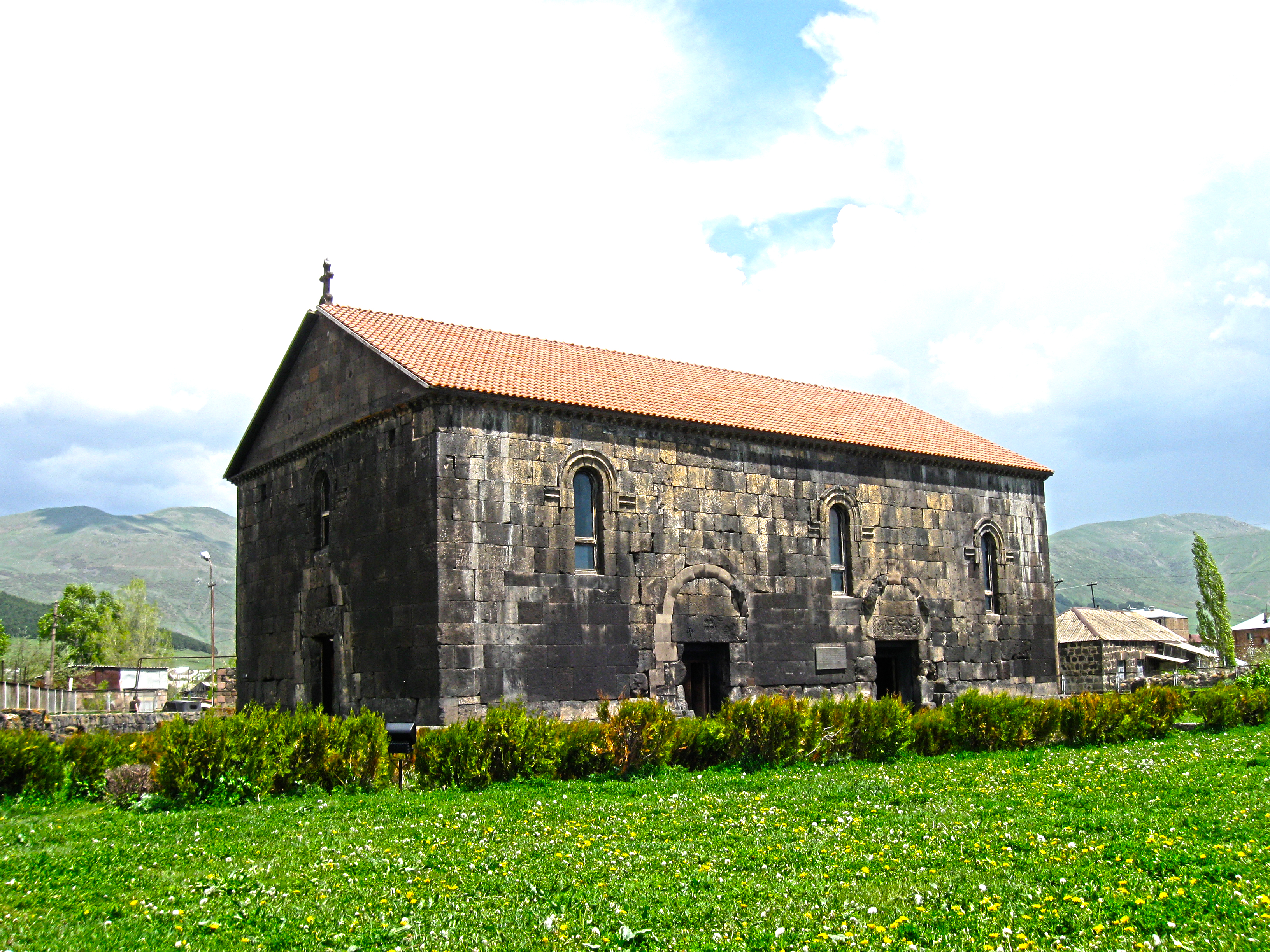
Церква Святого Хреста[17] в Апарані, V століття
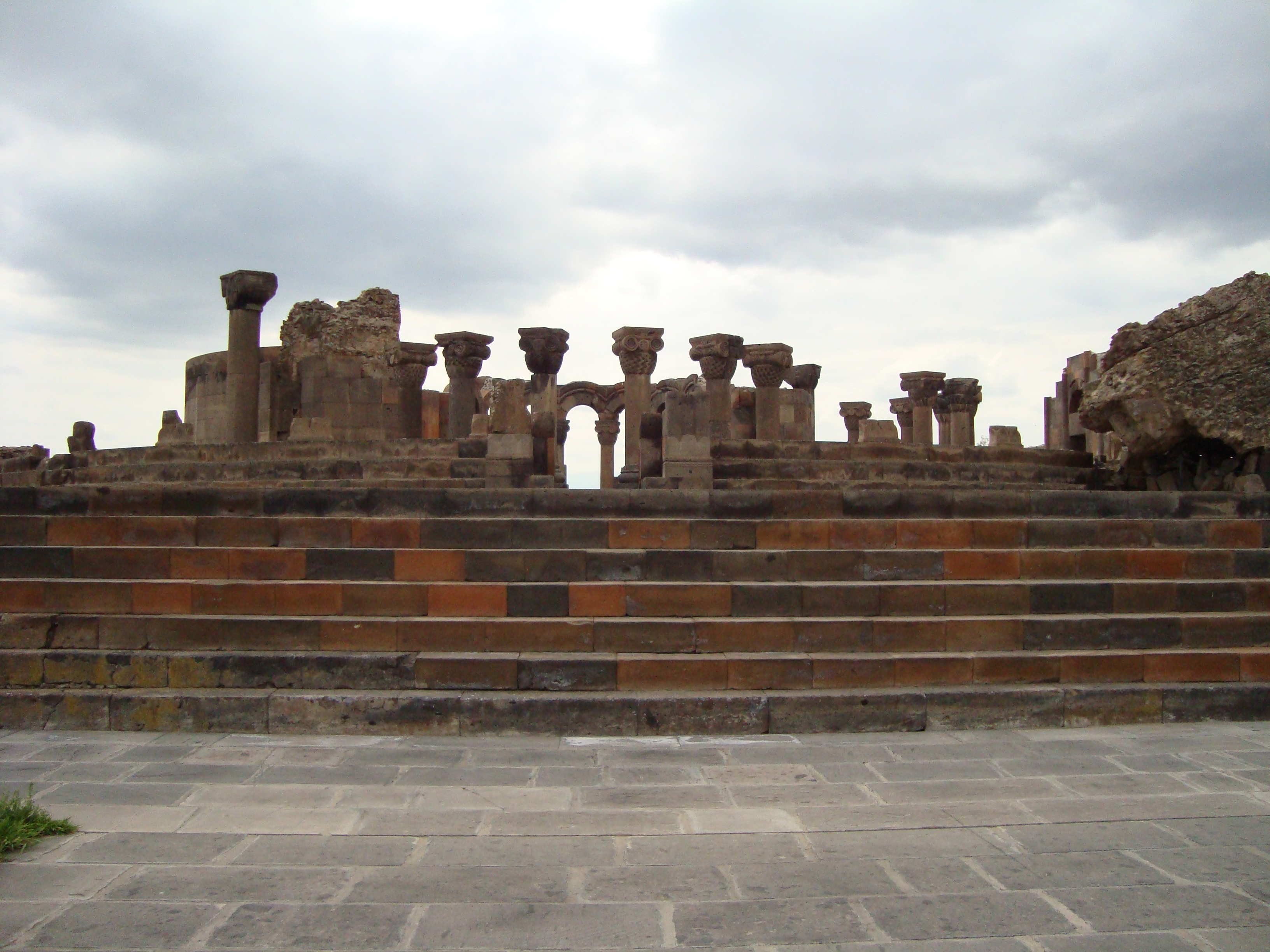
Звартноц[18], VII століття
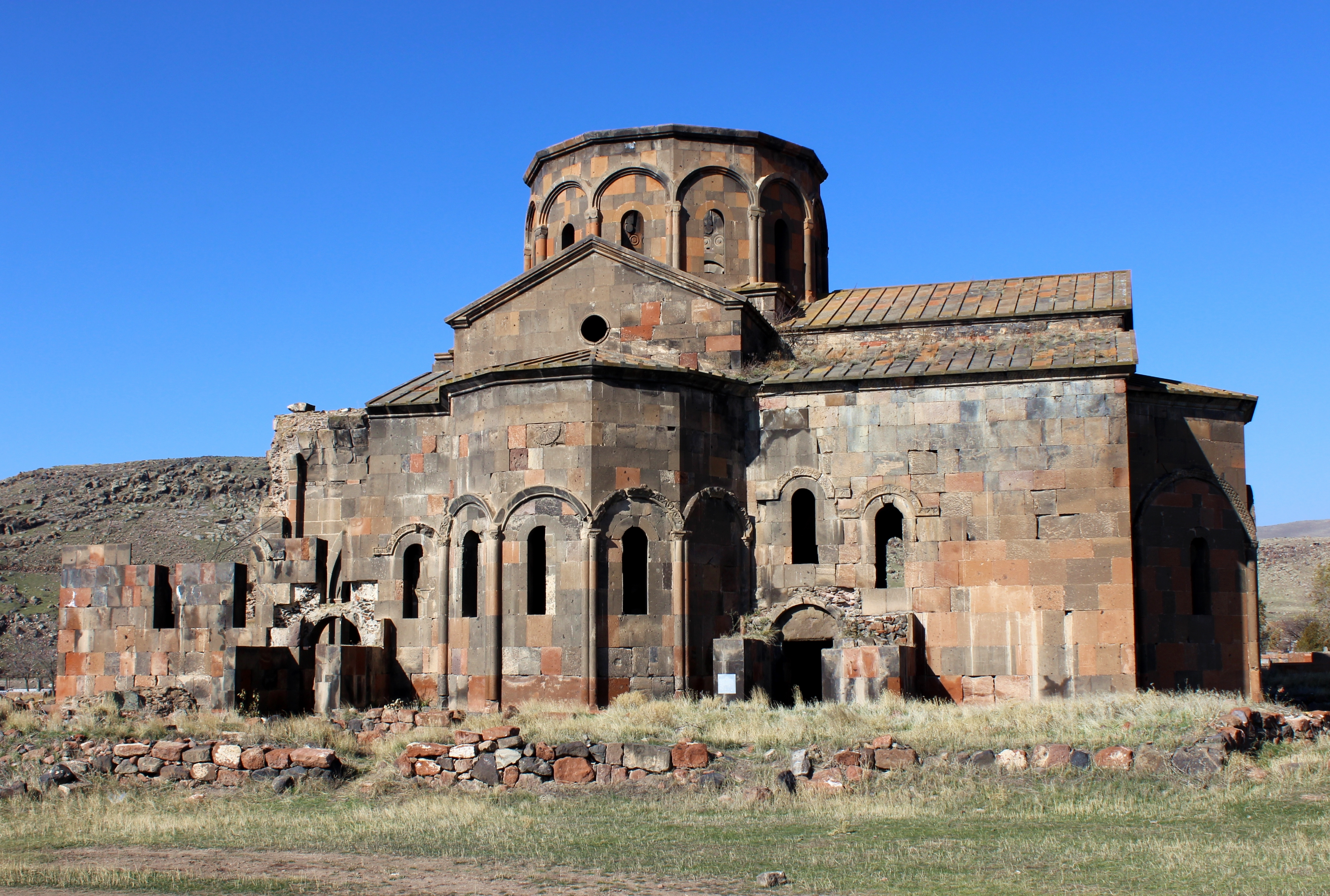
Талінський собор[18], VII століття
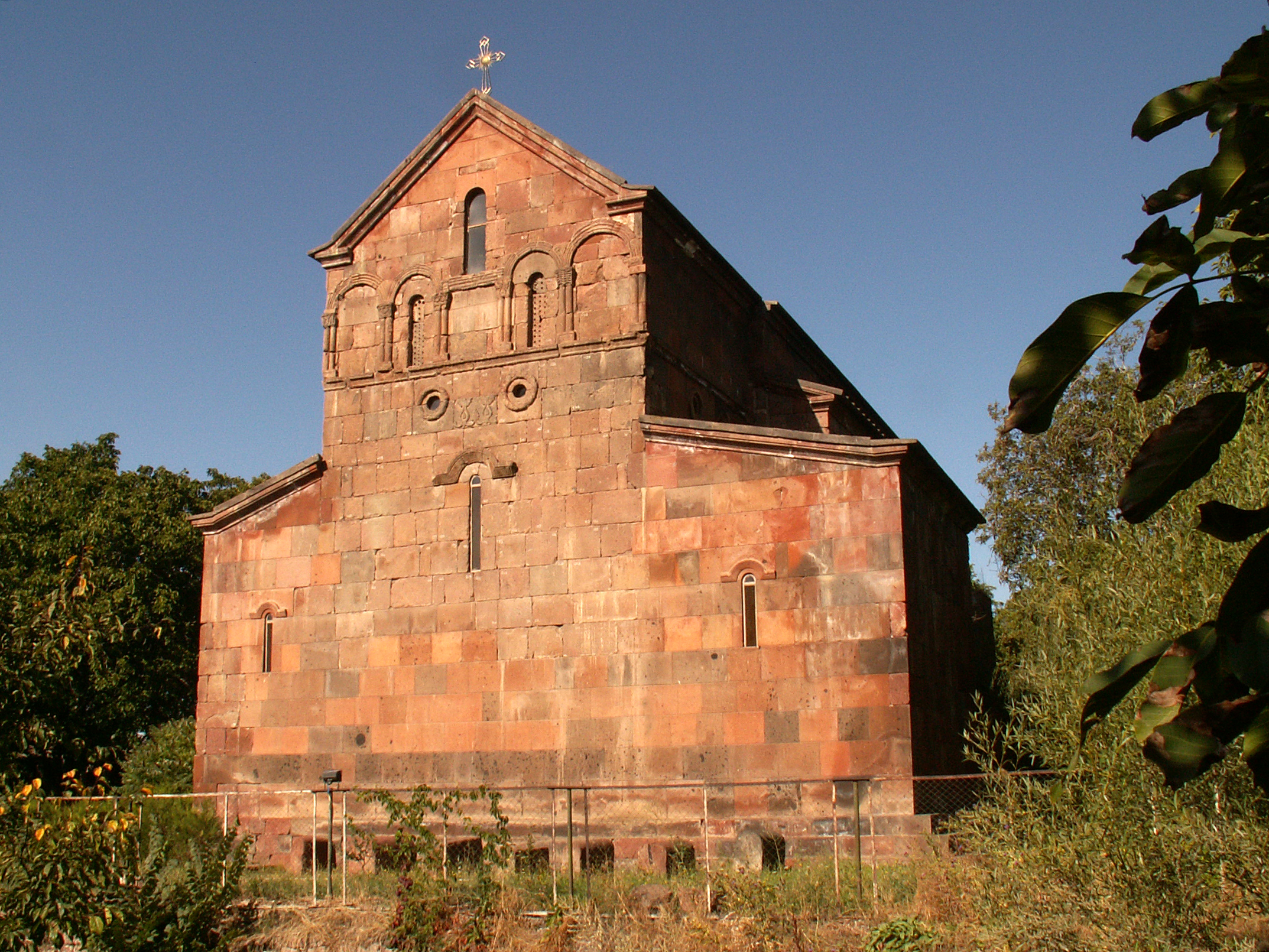
Бюракан, X століття
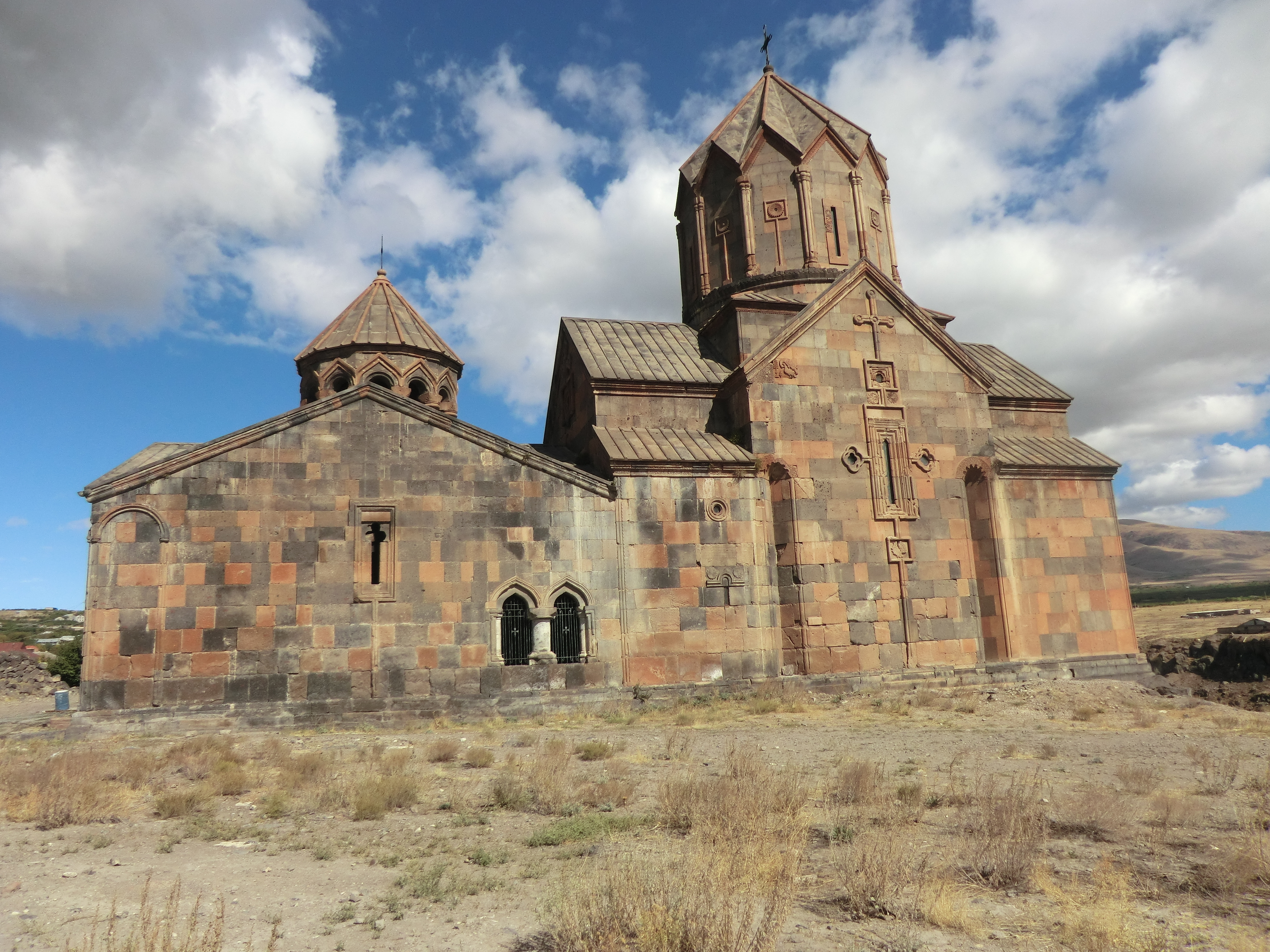
Ованаванк, XIII століття